# هماري تراوري
هماري تراوري (مواليد 27 يناير 1992) هو لاعب كرة قدم مالي يلعب في مركز الظهير الأيمن في نادي ستاد رين.

## روابط خارجية
- هماري تراوري على موقع الاتحاد الأوربي (الإنجليزية)
- هماري تراوري على موقع إي إس بي إن إف سي (الإنجليزية)
- هماري تراوري على موقع قاعدة بيانات كرة القدم.إي يو (الإنجليزية)
- هماري تراوري على موقع ليكيب (الفرنسية)
- هماري تراوري على موقع ناشيونال فوتبول تيمز (الإنجليزية)
- هماري تراوري على موقع Soccerbase.com (لاعب) (الإنجليزية)
- هماري تراوري على موقع Soccerway.com (الإنجليزية)
- هماري تراوري على موقع عالم كرة القدم.نت (الإنجليزية)
- هماري تراوري على موقع AS.com (الإسبانية)